# مزدهر
مُزدهر (بالإنجليزية: Flourishing) هي رابع أسطوانة مطولة للمغنية الكورية الجنوبية كيم تشونغ ها. تم إصداره بواسطة آم أن إتش إنترتينمنت وتوزيعه بواسطة سي جي إيه أند إم قسم الأداء الموسيقي في 24 يونيو 2019. تم إصدار «سنابينغ» كالأغنية الرئيسية في نفس اليوم.

## الترتيب في المخططات
| مخططات (2019)                                      | المرتبة |
| -------------------------------------------------- | ------- |
| مخطط غاون للموسيقى (Gaon Album Chart)              | 6       |
| تنصيف هتسيكرز (Top Heatseekers)                    | 25      |
| تنصيف الأمريكي للالبومات العالمي (US World Albums) | 7       |

## الأغاني
| #  | عنوان                           | المدة |
| -- | ------------------------------- | ----- |
| 1. | "Chica"                         | 3:12  |
| 2. | "Young in Love" (우리가 즐거워) | 3:18  |
| 3. | "Call It Love"                  | 4:01  |
| 4. | "Flourishing"                   | 3:15  |
| 5. | "Snapping"                      | 3:33  |